# 瓦尔特·福勒
瓦尔特·福勒（德語：Walter Volle，1913年9月18日—2002年10月27日），德国男子赛艇运动员。他曾代表德国参加1936年夏季奥林匹克运动会赛艇比赛，获得男子四人单桨有舵手金牌。